# Microrhopala vittata
Microrhopala vittata là một loài bọ cánh cứng trong họ Chrysomelidae. Loài này được Fabricius miêu tả khoa học năm 1798.

## Hình ảnh

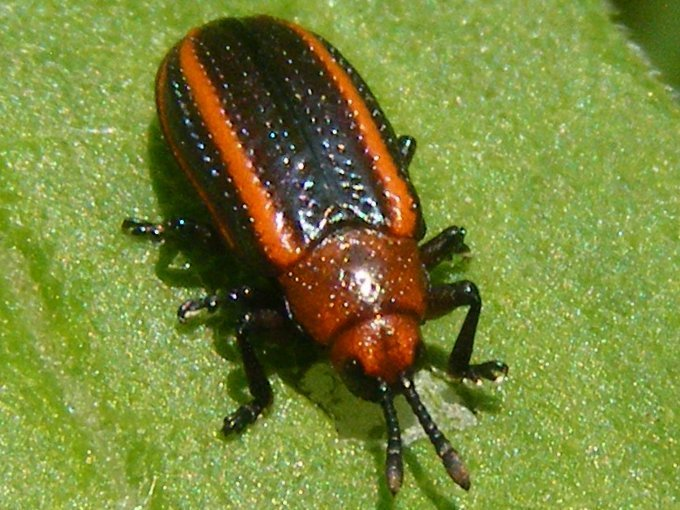
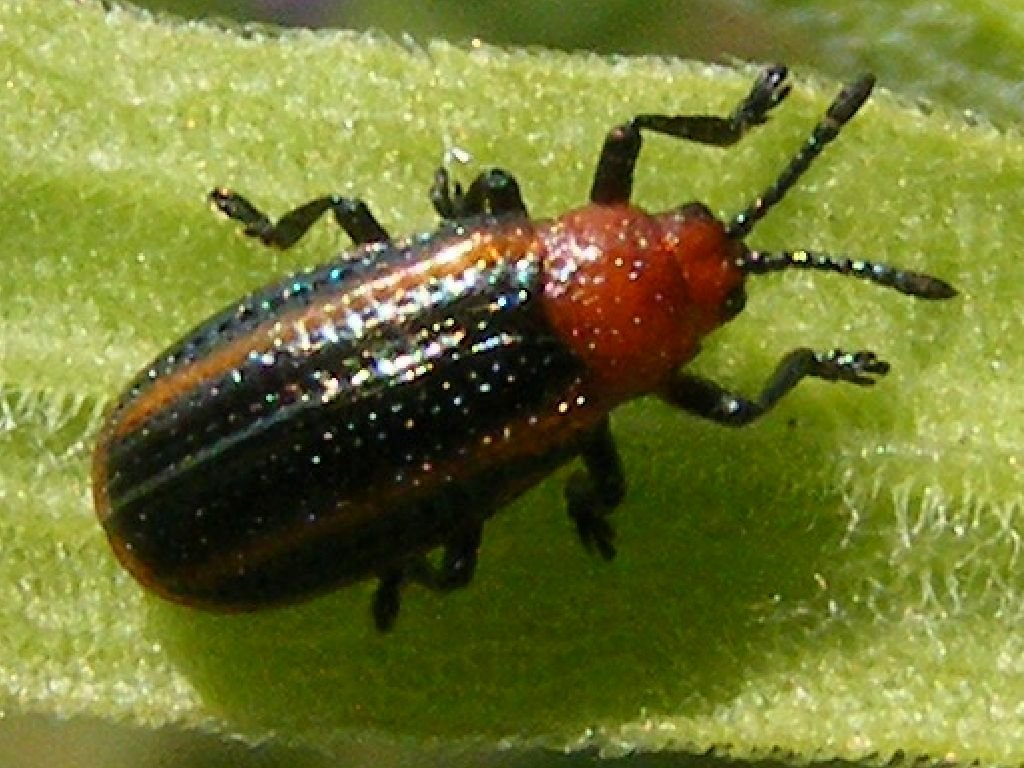
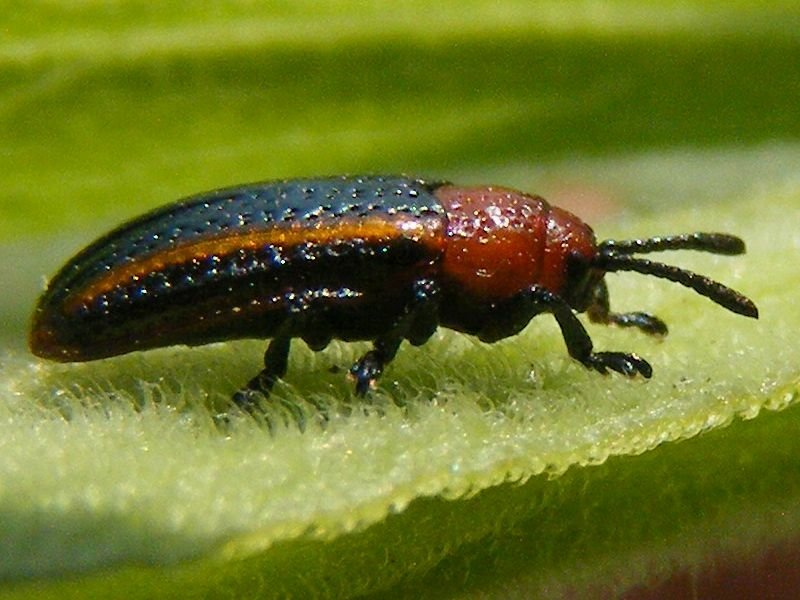